# 18241 Genzel
18241 Genzel (1325 T-2) là một tiểu hành tinh vành đai chính.